# Піски (Цілинний округ)
Піски́ (рос. Пески) — село у складі Цілинного округу Курганської області, Росія.
Населення — 597 осіб (2010, 848 у 2002).
Національний склад станом на 2002 рік:
- росіяни — 86 %